# 第40師団 (日本軍)
第40師団（だいよんじゅうしだん）は、大日本帝国陸軍の師団、盧溝橋事件後華北から華中・華南へと戦線が拡大し日中戦争が泥沼化するなかで、占領地の警備や治安維持を目的として新設された三単位編制の治安師団の一つである。 

## 沿革
1939年（昭和14年）6月30日に軍令甲弟21号により編成下令、善通寺の留守第11師団の担当で編成され中国戦線に投入、同年10月2日の大陸命弟371号により華中の第11軍戦闘序列に編入、咸寧・武昌方面の警備に当たる一方、1940年（昭和15年）5月からの宜昌作戦、1941年（昭和16年）1月からの予南作戦、同年9月からの第一次長沙作戦、第二次長沙作戦に参加した。
1942年（昭和17年）4月18日にドーリットル空襲があり、爆撃したB-25が中国に着陸したことをきっかけに浙贛作戦が実施されると、これにも参加した。1943年（昭和18年）2月には、江北殲滅作戦に参加。なお同年3月には山砲兵第40連隊を山砲兵第31連隊として第31師団に転用し、以後砲兵力を欠いての作戦遂行を強いられることとなった。
1944年（昭和19年）4月から大陸打通作戦に参加、湘桂作戦にて6月10日に益陽を、7月9日に金蘭寺を攻略した。粤漢作戦では、4組の挺進隊が1945年（昭和20年）1月3日から次々と潜行を開始し粤漢鉄道の各所に達し、師団主力が1月18日に行動を開始、27日には南側から侵攻してきた第104師団と連絡、ほぼ無傷で粤漢鉄道を確保することに成功、一時曲江に駐屯した。
その後更に南下し第23軍隷下華南・広東に移駐、広東（マカオ近辺）に展開して連合軍の中国南部上陸に備えていたが、同年4月に連合軍が沖縄に上陸するなど戦局の変化により広東から上海方面に向け移動を開始、支那派遣軍直轄師団となり、まだ日本軍の支配地域であった南昌に入ったところで終戦を迎える。
終戦後は南京近郊に駐屯、1946年（昭和21年）5月上海から佐世保経由で復員する。

## 師団概要

### 歴代師団長
- 天谷直次郎 中将：1939年（昭和14年）10月2日 - 1941年（昭和16年）8月25日
- 青木成一 中将：1941年（昭和16年）8月25日 - 1944年（昭和19年）8月3日
- 宮川清三 中将：1944年（昭和19年）8月3日 - 終戦

### 参謀長
- 寺倉小四郎 中佐：1939年（昭和14年）10月2日 - 1940年8月1日[1]
- 久保満雄 大佐：1940年（昭和15年）8月1日 - 1942年8月1日[2]
- 佐方繁木 大佐：1942年（昭和17年）8月1日 - 1944年11月15日[3]
- 山本吉郎 大佐：1944年（昭和19年）11月15日 - 終戦[4]

### 最終所属部隊
- 歩兵第234連隊（丸亀）：西川俊元大佐
- 歩兵第235連隊（徳島）：堀内勝身大佐
- 歩兵第236連隊（高知）：小柴俊男大佐(小柴昌俊の父)
- 第40師団工兵隊：相徳定象少佐
- 第40師団輜重隊：板橋勝少佐
- 第40師団通信隊：高岡欽一少佐
- 第40師団野戦病院：福田義美軍医少佐
- 第40師団病馬廠：中山辰己獣医少佐

## 年表
- 1939年（昭和14年）
  - 6月30日：留守第11師団（善通寺）に第40師団の編成下令[* 1]。
  - 8月2日  ：編成着手。
  - 9月13日：宮中において歩兵連隊の軍旗が授与。
  - 9月17日：青野原陸軍演習場 等で訓練。
  - 10月2日：編成完結。
    - 第40師団隷下部隊
      - 師団司令部：天谷直次郎 中将（21期）
        - 第40歩兵団司令部（善通寺）：石本貞直 少将（22期）
          - 歩兵第234連隊（丸亀：第1･第2大隊 松山、第3大隊 丸亀 編成担当）：重松潔 歩兵大佐（26期）
          - 歩兵第235連隊（徳島：第1･第2大隊 徳島、第3大隊 丸亀 編成担当）：梨岡壽男 歩兵大佐（26期）
          - 歩兵第236連隊（高知：第1･第2大隊 高知、第3大隊 丸亀 編成担当）：亀川良夫 歩兵大佐（25期）

        - 騎兵第40連隊（善通寺）：佐伯静夫 騎兵中佐（28期）[* 2]
        - 山砲兵第40連隊（善通寺）：赤松友次郎 砲兵大佐（29期）[* 3]
        - 工兵第40連隊（善通寺）：鴨沢恒三郎 工兵中佐（　期）　[* 4]
        - 輜重兵第40連隊（善通寺）：角和善助 輜重兵大佐（28期）[* 5]
        - 第40師団 通信隊
        - 第40師団 兵器勤務隊（善通寺）：
        - 第40師団 衛生隊
        - 第40師団 第1野戦病院
        - 第40師団 第2野戦病院
        - 第40師団 病馬廠（善通寺）：

  - 10月6～8日：師団は兵営を出発。
  - 10月7～9日：師団は坂出港を出港。
  - 15～19日：中華民国湖北省武昌に、歩兵第236連隊は石灰窰に上陸、治安維持任務。
    - 師団司令部：咸寧
    - 歩兵第234連隊：通山
    - 歩兵第235連隊：咸寧
    - 歩兵第236連隊：大冶。
    - 騎兵第40連隊：鄂城。
    - 山砲兵第40連隊：咸寧。
    - 工兵第40連隊：咸寧県賀勝屯。
    - 輜重兵第40連隊主力：官埠橋。

  - 10月19日：第11軍（岡村寧次中将）戦闘序列に編入。
  - 11月12日：師団は、石本支隊[* 6]、亀川支隊[* 7]を編成し、師団主力、騎兵第40連隊（佐伯靜夫中佐）とともに４縦隊となって進撃。
  - 　　15日：第一次九官山作戦。
  - 　　24日：第二次九官山作戦。
  - 12月24日：第一次陸水作戦。
- 1940年（昭和15年）
  - 4月10日：第11軍は増大する中国軍の反攻により我が第一線が擾乱、損害を受け、且つ敵に戦勝感を持たせるのは得策では無いため、雨季までに支那軍を撃滅する宜昌作戦を企図。
  - 　15日：師団は石本支隊（歩兵第235連隊第1・第2大隊、歩兵第236連隊第3大隊、騎兵第40連隊の一部・山砲第40連隊・工兵第40連隊）を編成。21日、二十里橋に集結を完了。
  - 　19日：師団長指揮の2個大隊・騎兵の一部が広水に到着、萬福店以東の兵站警備。
  - 　24日：加川支隊（歩兵第236連隊第1大隊、歩兵第234連隊第2大隊・山砲兵第40連隊1コ中隊）が随県に進出。芽茨畈－資山道の掃討にあたる。
  - 21～26日：九官山を攻略（第三次九官山作戦）。
  - 6月11日：随県を出発。連日40℃を超える酷暑のなか大洪山付近に進撃、客店披高地の支那第29集団主力を3日間に渡る激戦ののち撃破。
  - 6月25日：兵站自動車第166中隊を、輜重兵第40連隊に編入 第4中隊とし、咸寧に配置。
  - 6月26日：師団は咸寧に復帰。
  - 7月3日：楊家畈付近を掃討。
  - 10月5日：騎兵第40連隊は、第40師団騎兵隊に縮小改編。[* 8]
    - 第40師団隷下部隊
      - 師団司令部（善通寺）
      - 第40歩兵団司令部（善通寺）
        - 歩兵第234連隊（丸亀）
        - 歩兵第235連隊（徳島）
        - 歩兵第236連隊（高知）

      - 山砲兵第40連隊（善通寺）
      - 工兵第40連隊（善通寺）
      - 輜重兵第40連隊（善通寺）
      - 第40師団 騎兵隊（善通寺）[* 9]
      - 第40師団 通信隊
      - 第40師団 兵器勤務隊（善通寺）
      - 第40師団 衛生隊
      - 第40師団 第1野戦病院
      - 第40師団 第2野戦病院
      - 第40師団 病馬廠（善通寺）

- 1941年（昭和16年）
  - 1月25日：予南作戦を発動。[* 10]
  - 9月1日：第一次長沙作戦に参加のため咸寧を出発。[* 11]
  - 12月17日：第11軍（阿南惟幾中将）は第23軍（酒井隆中将）のＣ作戦（香港攻略作戦）援護、支那軍の牽制のため第二次長沙作戦を発動。[* 12]
- 1942年（昭和17年）
  - 1月23日：咸寧に復帰。
  - 4月18日：浙贛作戦を発動。[* 13][* 14][* 15]
  - 12月18日：第11軍司令官・塚田攻中将、同高級参謀・藤原武大佐の搭乗機が大別山系で遭難。捜索のため大別山作戦を発動。[* 16]
  - 20日、蘄水、英山地区を捜索。遭難機は英山南東30kmの彌陀寺付近で第3師団の捜索隊により発見（司令官・参謀ともに殉職）。
- 1943年（昭和18年）
  - 2月13日：江北殲滅作戦を発動。
  - 3月26日：咸寧に復帰。
  - 4月29日：師団騎兵隊に第11軍司令官・横山勇中将より感状が授与。
  - 5月1日：
    - 軍令陸甲第三十六號[* 17]により師団は編制改正。[* 18]。
      - 第40歩兵団司令部：復帰。
      - 山砲兵第40連隊：山砲兵第31連隊[* 19]に改編されタイに出発。
      - 師団第2野戦病院：第15師団「祭」に隷属転移。
      - 第40師団 騎兵隊：乗馬一コ小隊（16頭）ずつを各歩兵連隊に転属させ復帰。
      - 工兵第40連隊：師団工兵隊（2コ中隊）に縮小。
      - 輜重兵第40連隊：師団輜重隊（3コ中隊）に縮小。

    - 第40師団隷下部隊
      - 師団司令部（善通寺）
        - 歩兵第234連隊（丸亀）
        - 歩兵第235連隊（徳島）
        - 歩兵第236連隊（高知）

      - 第40師団 工兵隊（善通寺）[* 20]
      - 第40師団 輜重隊（善通寺）
      - 第40師団 通信隊
      - 第40師団 兵器勤務隊（善通寺）
      - 第40師団 衛生隊
      - 第40師団 野戦病院
      - 第40師団 病馬廠（善通寺）

  - 5月：江南進攻作戦。
  - 6月：咸寧に帰還。小柴支隊に横山中将より感状が授与。
  - 7月：師団は咸陽南西の岳州に警備地が変更になり独立混成第17旅団より任務を継承。[* 21]
  - 11月9日：常徳作戦。
- 1944年（昭和19年）
  - 4月29日：湘桂作戦。
  - 8月7日  ：第11軍は衝陽を攻略（第一次湘桂作戦）。
  - 11月2日：第11軍は桂林攻撃を下命。
  - 11月23日：歩兵第236連隊・同第11中隊は第11軍司令官・上月良夫中将より感状が授与（第二次湘桂作戰）。
  - 12月14日、第20軍（坂西一良中将）は奥漢鉄道線を無傷で攻略すべく南部奥漢打通作戦を発動。師団は第20軍指揮下に編入。
    - 甲（歩兵第234連隊第1大隊）・乙（歩兵第236連隊第1大隊）挺進隊は、上月良夫中将より感状が授与。
- 1945年（昭和20年）
  - 1月15日：師団は韶関に集結し、歩兵第234連隊第2大隊を南雄、歩兵第235連隊を始興に配置、贛南公路の警備。
  - 3月1日：
    - 師団は第23軍（田中久一中将）戦闘序列に隷属転移。
    - 第131師団新設のため歩兵第234連隊から1コ大隊分の人員を抽出し独立歩兵第598大隊、歩兵第235連隊・歩兵第236連隊 両連隊から1コ大隊分の人員を抽出し独立歩兵第594大隊を編成し転属。
    - 歩兵第234連隊（第3大隊欠）を坪石、楽昌付近に残置し奥漢鉄道線の警備。

  - 4月　：師団主力は広東省南岸への米軍上陸に備えるべく奥漢線に沿って南下、広東を経て江門に進出。珠江デルタ地帯に展開し陣地構築、敵上陸部隊迎撃訓練を実施。
  - 6月1日：米軍が沖縄に上陸した事から広東方面への可能性が低下した事から、師団は支那派遣軍（岡村寧次大将）に隷属転移。総軍予備隊に部署。
  - 7月初旬：南昌移駐のため支那第7戦区軍を撃破しつつ北上し、贛県に進出。
  - 7月4日 ：奥漢鉄道線の警備にあたっていた歩兵第234連隊が師団に復帰。
  - 8月15日：北上中の鄱陽湖畔付近において『大東亞戰爭終結ノ詔書』を拝す。
  - 　16日：停戦。
  - 　17日：隷下の 歩兵第234連隊 (於・南昌県楼下窩)、歩兵第235連隊 (於・南昌県新渓塘)、歩兵第236連隊 (於・豊城県丁家)の軍旗が夫々奉焼。
  - 　19日：師団は南昌付近を出発。
  - 9月中旬：蕪湖に集結。
  - 11月22日：九江を経て、南京郊外馬鞍山周辺に集結。
  - 28日：支那軍により武装解除。
- 1946年（昭和21年）
  - 1月26日：6隊に別れ劣悪な宿営、悪質な支那兵の強盗に遭うなか、南京市内の道路・通信線修復作業（特に溝掃除[* 22]）に従事。
  - 4月27日：作業を終了。4月26日、作業を終了、5月1～9日、南京から上海に移駐、5月16日、支那住民の見送りを受け上海を出航、6月5日、山口県仙崎に上陸し復員完結しました。
  - 5月1～9日：南京から上海に移駐。
  - 5月7日：支那住民の見送りを受け師団野戦病院が出航。以降逐次上海を出航。
  - 　29日～6月：佐世保・仙崎 他 に上陸・復員完結。

1. ↑  軍令陸甲第二十一號。
2. ↑  編制は、

第1中隊（山崎丈太郎中尉）・第2中隊（久保賢四郎大尉）：乗馬（各中隊は指揮班と４コ小隊：軽機関銃２・擲弾筒２、馬匹140）、

機関銃隊（村上義男大尉：３コ小隊、弾薬小隊）
3. ↑  編制は、第1・第2大隊：山砲6コ中隊（九四式山砲 24門）・第3大隊：九一式十糎榴弾砲 3コ中隊（12門）、観測1コ中隊。
4. ↑  3コ中隊 編制。
5. ↑  2コ駄馬・1コ自動車 計.3コ中隊編制。
6. ↑  第40歩兵団長：石本貞直少将・歩兵第234連隊・歩兵第235連隊。
7. ↑  歩兵第236連隊長：亀川良夫大佐、連隊主力、山砲兵第40連隊第1大隊。
8. ↑  昭和15年9月6日、軍令陸甲第四十四號『第四十師團騎兵隊臨時編成並騎兵第四十聯隊復歸要領』。

人馬･各200を削減し、乗馬1コ中隊・機関銃1コ小隊 編制。

余剰人員・馬匹は、歩兵第234連隊、歩兵第236連隊、山砲兵第40連隊、師団経理部、同兵器勤務隊、同第1野戦病院、同衛生隊、騎兵第55連隊（善通寺）に転属。
9. ↑  第40師団騎兵隊（佐伯静夫大佐）編制は、乗馬中隊（山崎丈太郎中尉）、機関銃隊（楠本八重八中尉）。
10. ↑  師団は信陽地区に集結するが、敵の鉄道爆破により集結が27日に遅れてしまったため、師団は佐伯支隊（師団騎兵隊長・佐伯静夫中佐：歩兵第236連隊第1大隊・師団騎兵隊・山砲兵第40連隊、工兵第40連隊各1個中隊）を先行させ、師団作戦地の汝南偵察を実施。

支隊は汝南の支那軍が2,000程である事を知り奇襲により攻略。30日、師団主力は汝南に入城。2月1日、北進し支那第85軍の拠点・項城を攻略。
11. ↑  9月10日：桃林に集結（歩二百三十六第三大隊は漢口警備に残置）、長沙攻略を目指す軍主力の側背援護のため、11日、重松支隊（歩二百三十四聯隊長・重松潔大佐、同聯隊、歩二百三十五第二大隊、山砲四十第二大隊）を先遣隊として沙港河畔に向け進撃を開始、第六師團の掃討から漏れた支那軍4個師と甘田付近で交戦、頑強な抵抗に苦戦しながら14日、敵の退却に伴い前進、18日、軍左翼として南下を開始、支那第六〇師、第二六師を撃破、26日、金井に進出し軍の左翼援護にあたり、27日、第三・第四師團が長沙を攻略したため、30日、師團は反転、10月14日、逐次咸寧に復帰します。
12. ↑  師團は咸寧を出発し、24日、師團先頭の歩二百三十四、歩二百三十五が新牆河北岸の支那第一三四師（2個団）を撃破し、攻撃準備を完了、歩二百三十五を左側背援護、歩二百三十六を右翼、歩二百三十四を左翼として新牆河を渡河、支那第一三四師主力を撃破、支那軍と交戦しつつ、27日、汨水（長楽街付近）に集結、28日、歩二百三十五が強行渡河を敢行し援護のなか、工四十（鴨澤恒二郎中佐）により仮設橋を開設、師團主力は渡河に成功、30日、歩二百三十五は天荊廟を攻略、長楽街南方高地の支那軍陣地を攻略しますが、同日、師團後方の大荊街で物資搬送にあたっていた輜重四十聯隊本部が長胡付近で支那軍に急襲され、聯隊長・森川啓宇中佐以下本部要員が散華してしまいます。
13. ↑  師團からは河野混成旅團（第四十歩兵團長・河野毅少将、歩二百三十四第三大隊、歩二百三十五第二大隊、騎兵隊の一部、山砲四十第一大隊、第三師團歩三十四第三大隊、同工三1個中隊）が第十三軍指揮下に編入され杭州から西進、今井支隊（歩二百三十六聯隊長・今井龜次郎大佐、同聯隊、歩二百三十四第一大隊、山砲四十第二大隊、工四十1個小隊）が第十一軍直轄として南昌東方から東進します。
14. ↑  5月15日、河野旅團は軍中央兵團として紹興を出発、西南下し、27日、衢州付近に集結、6月3日、軍主力とともに衢州攻撃を開始、樟樹潭南方高地の強固な前進陣地を攻略、4～6日、敵の砲撃により舟艇が殆ど破壊されたため爆破された鉄道橋を工兵が修理し烏渓江を渡河、衢州城に突入、7日、衢州城を攻略、12日、江山東側地区に進撃、8月19日まで前線から後送されてくる鹵獲軍需品を輸送する浙贛鉄道の警備にあたり、南京を経由し、9月30日、師團に復帰します。
15. ↑  5月31日、今井支隊は万舎街付近から南進、炎熱酷暑のなか三江口を経て、6月3日、集賀峯から撫州に進撃、支隊右翼の歩二百三十六第三大隊は同源墟において支那第七九軍主力と遭遇戦となり交戦、支隊主力は展坪墟西方高地において進行中の支那軍を側撃し撃破した後、支那第七九軍背後から攻撃し撃破します。6月中旬、撫州侵入に失敗した支那軍は撫州奪還を企図し、西方から第五八軍、宜黄水東岸より第四軍が侵攻、支隊は牽制のため宜黄に進撃しますが、豪雨のため河川が氾濫し平地は悉く水没、戦闘は生起せず、支隊は建昌付近に移駐、警備にあたり、9月30日、師團に復帰します。
16. ↑  師団は急遽、戸田支隊（歩兵第234連隊、歩兵第235連隊第2大隊、歩兵第236連隊第3大隊、山砲兵第40連隊第1大隊、工兵第40連隊1コ中隊）を編成。

昭和18（1943）年1月5日、支隊は復帰。
17. ↑  在支師団の編成改正： ＊皇軍主力を南方に振り向けるため、支那は車輛馬匹火砲を削減。 ＊歩兵団司令部・騎・捜索の復帰。 ＊砲・工・輜を縮小し、軍直の統合部隊として有機的に運用に適する編制とする。
18. ↑  3月23日：第31師団（佐藤幸徳中将）の編成下令。

4月30日：山砲兵第31連隊の編成下令。

5月1日：軍令陸甲第三十六號により第40師団は編制改正。
19. ↑  第31師団「烈」隷下。連隊長白石久康大佐以下 人員2023名、軍馬1224匹。
20. ↑  （相徳定象 大尉：2コ中隊）
21. ↑  師団司令部は咸寧から岳州に移り、警備地も歩兵第234連隊が石首・華容地区、歩兵第235連隊が桃林地区、歩兵第236連隊が長安地区に移駐、警備。
22. ↑  中国軍から市内大溝を清掃する依頼が持ち込まれた。溝の泥は何千年も積もった代物で、その清掃は最も卑しい作業とされていた。しかしこの依頼が懲罰・復讐の意味でなく、永年中国人が為し得なかったことを日本軍に頼むという真意が判明し、師団長はこれを快諾した。宮川師団長は部下将兵にこの作業の意義を諭した。計画割り当てに従って清掃作業が始められたが、予定された期間の半ばでこれを完了し、更に掘り割りまで増設し、中国の官民から多大の感謝が寄せられた。

## 部隊歌
南国土佐を後にして（歩兵第236連隊の歌）
- 作詞・作曲：不詳（女学生の慰問袋に入っていた歌とのこと）

南国土佐を後にして 中支へ来てから幾歳ぞ

思い出します故郷の友が 門出に歌ったよさこい節を

土佐の高知のはりまや橋で 坊さんかんざし買うをみた

よさこい よさこい

月の露営で焚き火をかこみ しばしの娯楽のひとときを

わたしも自慢の声張りあげて 歌うよ土佐のよさこい節を

みませ見せましょ浦戸をあけて 月の名所は桂浜

よさこい よさこい

国の父さん室戸の沖で 鯨釣ったと言うたより

わたしも負けずにいくさのあとで 歌うよ土佐のよさこい節を

言うたちいかんちやおらんくの池にゃ 塩吹く魚が泳ぎよる

よさこい よさこい
戦後、「中支」を「都」に変え、1953年～1954年頃に丘京子が、1955年に民謡歌手の鈴木三重子がレコードに吹き込んだ。そして1959年にはペギー葉山が歌い大ヒットした。